# Túlio Mourão
Túlio Mourão (Minas Gerais, 1952. január 18. –) brazil zeneszerző, zenész és zongorista. Együtt dolgozott már számos művésszel, mint Chico Buarque, Caetano Veloso, Mercedes Sosa, Pat Metheny, Paul Winter, Jon Anderson. Milton Nascimento, Pat Metheny, Bob Berg, Maria Bethania, és Eugénia Melo e Castro.